# Omanuperla bruningi
Omanuperla bruningi is een steenvlieg uit de familie borstelsteenvliegen (Perlidae). De wetenschappelijke naam van de soort is voor het eerst geldig gepubliceerd in 1972 door McLellan.